# Etrema huberti
Etrema huberti is een slakkensoort uit de familie van de Clathurellidae. De wetenschappelijke naam van de soort is voor het eerst geldig gepubliceerd in 1893 door Sowerby III.